# Murrough O’Brien, 1. Marquess of Thomond

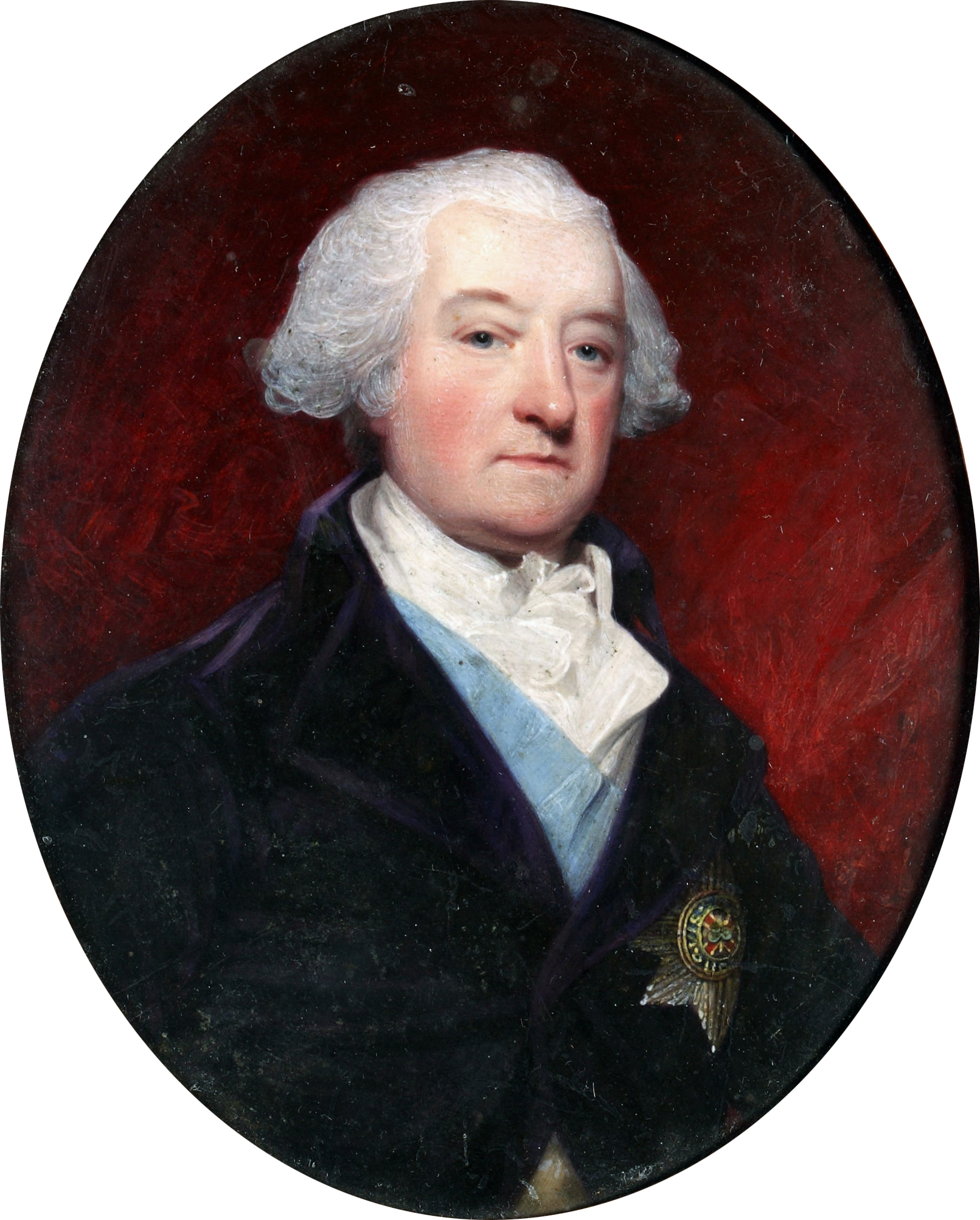
Murrough O’Brien, 1. Marquess of Thomond

Murrough O’Brien, 1. Marquess of Thomond KP (* 1726; † 10. Februar 1808 in London) war ein irisch-britischer Adliger und Politiker.

## Leben
Er war der ältere Sohn des Unterhausabgeordneten Lord James O’Brien († 1771) aus dessen Ehe mit Mary Jephson. Sein Großvater väterlicherseits war William O’Brien, 3. Earl of Inchiquin (1662–1719).
Er diente als Captain bei den Grenadier Guards und kämpfte im Österreichischen Erbfolgekrieg unter anderem in der Schlacht bei Lauffeldt (1747). 1756 schied er aus der British Army aus und ging in die Politik.
Von 1757 bis 1760 war er für das County Clare und von 1761 bis 1768 für das Borough Harristown Abgeordneter im irischen House of Commons. Beim Tod seines Onkels und Schwiegervaters William O’Brien, 4. Earl of Inchiquin, beerbte er diesen 1777 als 5. Earl of Inchiquin, 10. Baron Inchiquin und 5. Baron O’Brien und wurde dadurch Mitglied des irischen House of Lords. 1780 wurde er auch ins Privy Council für Irland aufgenommen und 1783 als Gründungsmitglied des Order of St. Patrick zum Knight Companion dieses Ordens geschlagen. 1784 bis 1796 war er zudem für das englische Borough Richmond und 1797 bis 1800 für das englische Borough Liskeard Abgeordneter im britischen House of Commons.
Seine Familiensitze waren Rostellan Castle bei Cork im irischen County Cork und Taplow Court in Taplow im englischen Buckinghamshire.
Am 29. Dezember 1800 wurde er in der Peerage of Ireland zum Marquess of Thomond erhoben. Da er keine Söhne hatte, erfolgte die Verleihung dieses Titels mit dem besonderen Zusatz, dass dieser in Ermangelung eigener männlicher Nachkommen auch an seinen jüngeren Bruder Edward O’Brien († 1801) und dessen männliche Nachkommen vererbbar sei. Drei Tage später wurde das irische Parlament durch den Act of Union 1800 aufgelöst. Am 2. Oktober 1801 wurde ihm in der Peerage of the United Kingdom der Titel Baron Thomond, of Taplow in the County of Buckingham, verliehen, wodurch er einen erblichen Sitz im britischen House of Lords erhielt.
Am 10. Februar 1808 stürzte er am Grosvenor Square in London vom Pferd und verstarb am selben Tag an seinen dabei erlittenen Verletzungen.
Da er keine Söhne hatte, erlosch die Baronie Thomond bei seinem Tod, das Marquessate und seine übrigen Titel fielen an seinen Neffen William O’Brien, 1. Baron Tadcaster, den Sohn seines Bruders Edward O’Brien, als 2. Marquess.

## Ehen und Nachkommen
Er heiratete am 5. März 1753 in erster Ehe seine Cousine väterlicherseits Mary O’Brien (um 1721–1791), Tochter des William O’Brien, 4. Earl of Inchiquin, die 1756 ihre Mutter als 3. Countess of Orkney beerbte. Mit ihr hatte er eine Tochter, die seine Gattin bei deren Tod 1791 als Countess of Orkney beerbte:
- Mary FitzMaurice, 4. Countess of Orkney ⚭ 1777 Hon. Thomas FitzMaurice, Sohn des John Petty, 1. Earl of Shelburne.

Nach dem Tod seiner ersten Gattin heiratete er am 25. Juli 1792 in zweiter Ehe Mary Palmer, Tochter des Reverend John Palmer (1708–1779). Die Ehe blieb kinderlos.